# ريتشارد بارون
ريتشارد بارون (1847-1907) (بالإنجليزية: Richard Baron)‏ هو عالم نبات بريطاني.